# FIFA Ballon d'Or de 2013
A Bola de Ouro da FIFA de 2013 foi a 23ª edição da premiação máxima do futebol mundial outorgada pela Federação Internacional de Futebol (FIFA) e a quarta com tal denominação. A cerimônia de premiação foi realizada em 13 de janeiro de 2014 no Kongresshaus em Zurique, na Suíça.
As dez indicadas para a categoria "Jogadora do Ano da FIFA" e os dez indicados ao prêmio de melhor treinador de futebol feminino foram anunciados em 25 de outubro. O anúncio dos 23 jogadores indicados ao Ballon d'Or e dos dez treinadores do futebol masculino foi realizado em 29 de outubro. Em 11 de novembro, foi a vez do anúncio dos dez candidatos ao gol mais bonito do ano, o Prémio FIFA Ferenc Puskás.
Em 9 de dezembro, foram anunciados os três finalistas do Ballon d'Or, da jogadora do ano, dos treinadores do futebol masculino e feminino, do Prémio Puskás e do "FIFA Fair Play". A apresentação foi feita no site da entidade, em vídeo, apresentado por Fernanda Lima que participou do sorteio dos grupos da Copa do Mundo FIFA de 2014 e apresentará o prêmio com o ex-futebolista Ruud Gullit.

## Indicados
Vencedor(a)

### Futebolista

#### Masculino
Os três finalistas para a categoria são:
| Pos. | Nome              | Nacionalidade | Clube             | Votos  |
| ---- | ----------------- | ------------- | ----------------- | ------ |
| 1º   | Cristiano Ronaldo | Portugal      | Real Madrid       | 27,99% |
| 2º   | Lionel Messi      | Argentina     | Barcelona         | 24,72% |
| 3º   | Franck Ribery     | França        | Bayern de Munique | 23,36% |

Os 23 indicados para a categoria foram:
| Nome                   | Nacionalidade   | Clube               |
| ---------------------- | --------------- | ------------------- |
| Andrea Pirlo           | Itália          | Juventus            |
| Andrés Iniesta         | Espanha         | Barcelona           |
| Arjen Robben           | Países Baixos   | Bayern de Munique   |
| Bastian Schweinsteiger | Alemanha        | Bayern de Munique   |
| Cristiano Ronaldo      | Portugal        | Real Madrid         |
| Eden Hazard            | Bélgica         | Chelsea             |
| Edinson Cavani         | Uruguai         | Paris Saint-Germain |
| Franck Ribéry          | França          | Bayern de Munique   |
| Gareth Bale            | País de Gales   | Real Madrid         |
| Lionel Messi           | Argentina       | Barcelona           |
| Luis Suárez            | Uruguai         | Liverpool           |
| Manuel Neuer           | Alemanha        | Bayern de Munique   |
| Mesut Özil             | Alemanha        | Arsenal             |
| Neymar                 | Brasil          | Barcelona           |
| Philipp Lahm           | Alemanha        | Bayern de Munique   |
| Radamel Falcao         | Colômbia        | Mônaco              |
| Robert Lewandowski     | Polônia         | Borussia Dortmund   |
| Robin van Persie       | Países Baixos   | Manchester United   |
| Thiago Silva           | Brasil          | Paris Saint-Germain |
| Thomas Müller          | Alemanha        | Bayern de Munique   |
| Xavi                   | Espanha         | Barcelona           |
| Yaya Touré             | Costa do Marfim | Manchester City     |
| Zlatan Ibrahimović     | Suécia          | Paris Saint-Germain |

#### Feminino
As três finalistas para a categoria são:
| Pos. | Nome           | Nacionalidade  | Clube            | Votos |
| ---- | -------------- | -------------- | ---------------- | ----- |
| 1    | Nadine Angerer | Alemanha       | Brisbane Roar FC | -     |
| -    | Abby Wambach   | Estados Unidos | magicJack        | -     |
| -    | Marta          | Brasil         | Tyresö FF        | -     |

As dez indicadas para a categoria foram:
| Nome               | Nacionalidade  | Clube                  |
| ------------------ | -------------- | ---------------------- |
| Abby Wambach       | Estados Unidos | magicJack              |
| Alex Morgan        | Estados Unidos | Portland Thorns        |
| Christine Sinclair | Canadá         | Western New York Flash |
| Lena Gössling      | Alemanha       | Wolfsburg              |
| Lotta Schelin      | Suécia         | Lyon                   |
| Marta              | Brasil         | Tyresö FF              |
| Nadine Angerer     | Alemanha       | Brisbane Roar FC       |
| Nilla Fischer      | Suécia         | Linköpings FC          |
| Saki Kumagai       | Japão          | Lyon                   |
| Yuki Ogimi         | Japão          | Chelsea                |

### Treinador

#### Masculino
Os três finalistas para a categoria são:
| Nome          | Nacionalidade | Clube/Seleção     |
| ------------- | ------------- | ----------------- |
| Alex Ferguson | Escócia       | Manchester United |
| Jupp Heynckes | Alemanha      | Bayern de Munique |
| Jürgen Klopp  | Alemanha      | Borussia Dortmund |

Os dez indicados para a categoria foram:
| Nome                | Nacionalidade | Clube/Seleção                     |
| ------------------- | ------------- | --------------------------------- |
| Alex Ferguson       | Escócia       | Manchester United                 |
| Antonio Conte       | Itália        | Juventus                          |
| Arsène Wenger       | França        | Arsenal                           |
| Carlo Ancelotti     | Itália        | Paris Saint-Germain e Real Madrid |
| José Mourinho       | Portugal      | Real Madrid e Chelsea             |
| Jupp Heynckes       | Alemanha      | Bayern de Munique                 |
| Jürgen Klopp        | Alemanha      | Borussia Dortmund                 |
| Luiz Felipe Scolari | Brasil        | Brasil                            |
| Rafael Benítez      | Espanha       | Chelsea e Napoli                  |
| Vicente del Bosque  | Espanha       | Espanha                           |

#### Feminino
Os três finalistas para a categoria são:
| Nome            | Nacionalidade | Clube/Seleção |
| --------------- | ------------- | ------------- |
| Pia Sundhage    | Suécia        | Seleção Sueca |
| Ralf Kellermann | Alemanha      | Wolfsburg     |
| Silvia Neid     | Alemanha      | Seleção Alemã |

Os dez indicados e indicadas para a categoria foram:
| Nome                  | Nacionalidade  | Clube/Seleção           |
| --------------------- | -------------- | ----------------------- |
| Anna Signeul          | Suécia         | Seleção Escocesa        |
| Cindy Parlow          | Estados Unidos | Portland Thorns         |
| Even Pellerud         | Noruega        | Seleção Norueguesa      |
| Gilles Eyquem         | França         | Seleção Francesa sub-19 |
| Kenneth Heiner-Møller | Dinamarca      | Seleção Dinamarquesa    |
| Patrice Lair          | França         | Lyon                    |
| Pia Sundhage          | Suécia         | Seleção Sueca           |
| Ralf Kellermann       | Alemanha       | Wolfsburg               |
| Shelley Kerr          | Escócia        | Arsenal                 |
| Silvia Neid           | Alemanha       | Seleção Alemã           |

### Prêmio Puskás
Os três finalistas ao Prémio FIFA Ferenc Puskás são:
| Jogador            | Nacionalidade | Clube/Seleção | Partida               | Competição             | Resultado | Data                   | Vídeo |
| ------------------ | ------------- | ------------- | --------------------- | ---------------------- | --------- | ---------------------- | ----- |
| Nemanja Matić      | Sérvia        | Benfica       | Benfica vs. Porto     | Primeira Liga          | 2 – 2     | 13 de janeiro de 2013  | ver   |
| Neymar             | Brasil        | Brasil        | Brasil vs. Japão      | Copa das Confederações | 3 – 0     | 15 de junho de 2013    | ver   |
| Zlatan Ibrahimović | Suécia        | Suécia        | Suécia vs. Inglaterra | Amistoso internacional | 4 – 2     | 13 de novembro de 2012 | ver   |

Os indicados e a indicada foram:
| Jogador             | Nacionalidade | Clube/Seleção | Partida                      | Competição                                  | Resultado | Data                   | Vídeo |
| ------------------- | ------------- | ------------- | ---------------------------- | ------------------------------------------- | --------- | ---------------------- | ----- |
| Antonio Di Natale   | Itália        | Udinese       | Udinese vs. Chievo           | Campeonato Italiano                         | 3 - 1     | 7 de abril de 2013     | ver   |
| Daniel Ludueña      | México        | Pachuca       | Pachuca vs. Tigres UANL      | Campeonato Mexicano                         |           | 27 de julho de 2013    | ver   |
| Juan Manuel Olivera | Uruguai       | Náutico       | Náutico vs. Sport            | Copa Sul-Americana                          | 2 – 0     | 28 de agosto de 2013   | ver   |
| Lisa De Vanna       | Austrália     | Sky Blue      | Sky Blue vs. Boston Breakers | Liga de futebol feminino dos Estados Unidos |           | 1 de junho de 2013     | ver   |
| Louisa Nécib        | França        | Lyon          | Lyon vs. Saint-Étienne       | Campeonato Francês Feminino                 | 5 - 0     | 17 de março de 2013    | ver   |
| Nemanja Matić       | Sérvia        | Benfica       | Benfica vs. Porto            | Primeira Liga                               | 2 – 2     | 13 de janeiro de 2013  | ver   |
| Neymar              | Brasil        | Brasil        | Brasil vs. Japão             | Copa das Confederações                      | 3 – 0     | 15 de junho de 2013    | ver   |
| Panagiotis Kone     | Grécia        | Bologna       | Napoli vs. Bologna           | Campeonato Italiano                         | 3 – 0     | 16 de dezembro de 2012 | ver   |
| Peter Ankersen      | Dinamarca     | Esbjerg       | Esbjerg vs. Aarhus           | Campeonato Dinamarquês                      | 5 – 1     | 10 de agosto de 2013   | ver   |
| Zlatan Ibrahimović  | Suécia        | Suécia        | Suécia vs. Inglaterra        | Amistoso internacional                      | 4 – 2     | 13 de novembro de 2012 | ver   |

### FIFA/FIFPro World XI
| Posição          | Futebolista        | País      | Clube               |
| ---------------- | ------------------ | --------- | ------------------- |
| Goleiro          | Manuel Neuer       | Alemanha  | Bayern Munich       |
| Lateral-direito  | Philipp Lahm       | Alemanha  | FC Bayern München   |
| Zagueiro         | Sergio Ramos       | Espanha   | Real Madrid         |
| Zagueiro         | Thiago Silva       | Brasil    | Paris Saint-Germain |
| Lateral-esquerdo | Daniel Alves       | Brasil    | Barcelona           |
| Meia             | Andrés Iniesta     | Espanha   | Barcelona           |
| Meia             | Xavi               | Espanha   | Barcelona           |
| Meia             | Franck Ribéry      | França    | FC Bayern München   |
| Atacante         | Cristiano Ronaldo  | Portugal  | Real Madrid         |
| Atacante         | Zlatan Ibrahimović | Suécia    | Paris Saint-Germain |
| Atacante         | Lionel Messi       | Argentina | Barcelona           |

## Prêmios especiais

### Fair Play FIFA
Federação Afegã de Futebol

### Presidencial FIFA
Jacques Rogge (Ex-presidente do COI)

### FIFA Ballon d'or Prix d'Honneur
Pelé